# حلوای سیاه
حلوای سیاه یا  قره‌‌ حلوا یکی از انواع شیرینی‌های ایرانی. این شیرینی مخلوطی از آرد و جوانه گندم، آب، روغن خوراکی، کره، ادویه جات و شیرین کننده‌های طبیعی است. به‌طور سنتی، به شکل گلوله‌های درشت فرم داده به عنوان آذوقه به خصوص برای استفاده در زمستان با توجه به خاصیت انرژی‌زایی و گرمی آن نگهداری می‌کردند. حلوای سیاه در اردبیل درست می‌شود حلوای سیاه به دلیل استفاده از چند مغز خاصیت انرژی‌زایی و گرمی بیشتری نحوه طبخ و استفاده از روغن‌های خوراکی، کره و شیرین کننده‌هایی مانند شیره انگور یا خرما طبخ می‌نمودند و در دمای هوای متوسط در مطبخ یا انبارهای آذوقه چهار تا شش ماه بدون شکرک زدن و فاسد شدن باقی مانده و با حرارت جزئی در هنگام مصرف به تازگی پخت روز اول شود.

## خواص و فواید بی‌نظیر حلوای سیاه اردبیل
1. انرژی‌زا و مقوی:
2. سرشار از ویتامین‌ها و مواد معدنی:
3. کمک به رفع کم‌خونی:
4. تقویت سیستم گوارش:
5. مفید برای زنان باردار و شیرده:
6. بهبود عملکرد مغز و حافظه:
7. خاصیت گرمابخش:
8. آنتی‌اکسیدان‌ها: